# CLIPSAS
CLIPSAS (en francès: Centre de Liaison et d'Information des Puissances maçonniques Signataires de l'Appel de Strasbourg) (en català: centre de comunicació i d'informació de les potències maçòniques signatàries de la crida d'Estrasburg) és una organització internacional de jurisdiccions sobiranes francmaçòniques. CLIPSAS és una organització internacional francmaçònica que fa aportacions en matèria de drets humans, igualtat de gènere, llibertat de culte i en favor del laïcisme, en el màxim escenari de la política internacional.

## Història

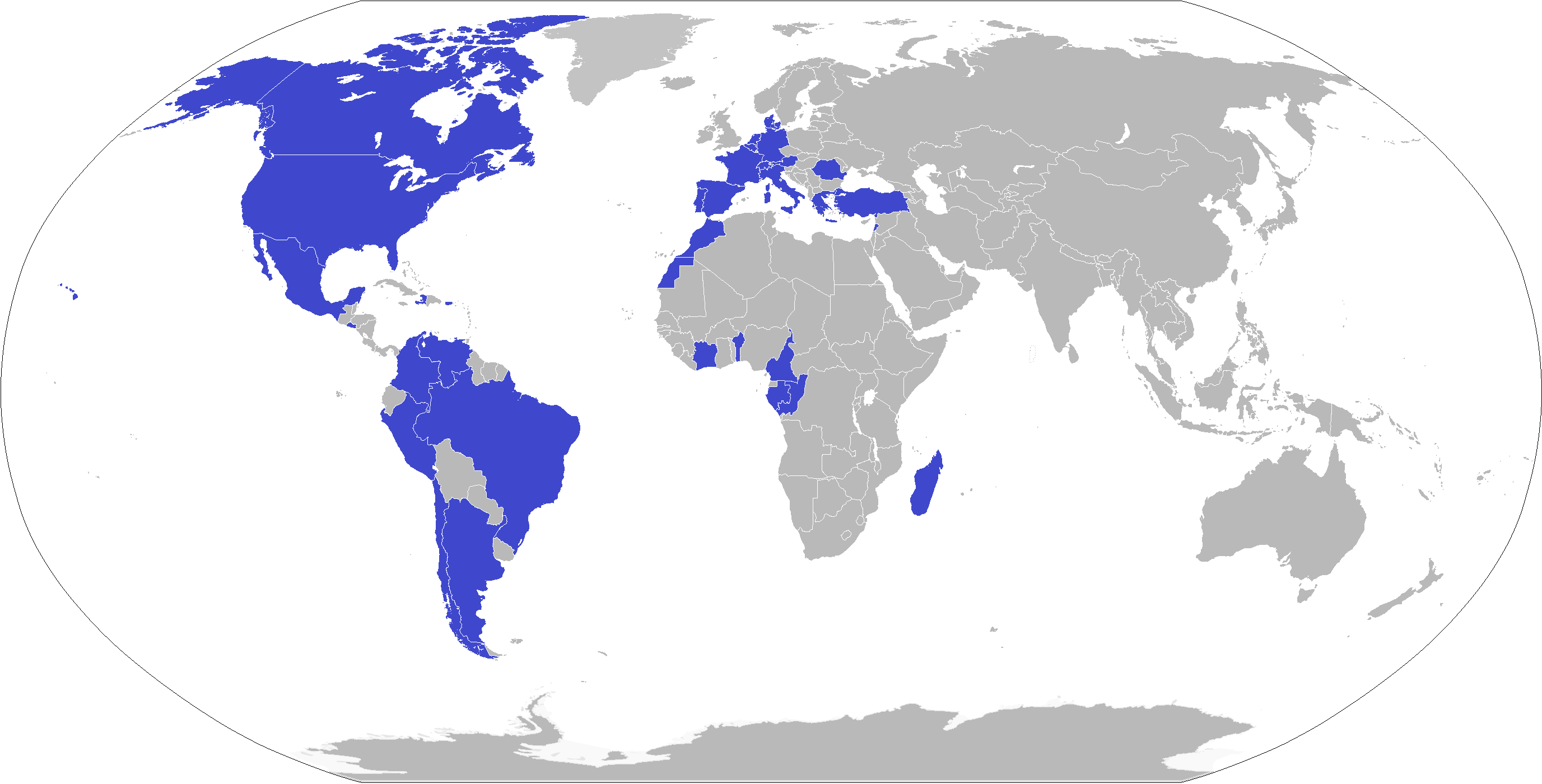
Mapa sobre la presència de l'organització CLIPSAS en el món.

CLIPSAS va ser creada a Estrasburg (França) el 22 de gener de 1961, per iniciativa del Gran Orient de França i altres onze obediències maçòniques sobiranes. Les Grans Lògies van emetre la Crida d'Estrasburg, amb la finalitat d'establir relacions fraternals i el reconeixement de l'absoluta llibertat de consciència.
La seva fundació responia a materialitzar el mandat andersonià d'unir el dispers fonamentat en la defensa de l'absoluta llibertat de consciència i en un ecumenisme humà. Aquestes jurisdiccions maçòniques van estar d'acord a llançar una crida a tots els maçons i maçones del món, amb la finalitat de reunir-los, respectant no sols la seva sobirania, sinó els seus ritus, les seves creences i la seva simbologia, en una veritable i irrompible Cadena d'Unió universal. Actualment CLIPSAS té presència en 35 països, compta amb 200.000 membres en 90 obediències francmaçòniques.
CLIPSAS és membre amb caràcter especial consultiu del Consell Econòmic i Social (ECOSOC) de les Nacions Unides (ONU) i de la UNESCO des de l'any 2011. El president actual (2014) és l'estatunidenc Louis Daly, membre de la Most Worshipful Omega Grand Lodge of New York.
El Gran Orient de Catalunya acollirà la 57ª Assemblea General de CLIPSAS, que tindrà lloc a Barcelona del 23 al 27 de maig del proper any 2018. http://www.granorient.cat/v2/?q=node/212

## Membres

### Àfrica
| País          | Gran Orient                                              | Data |
| ------------- | -------------------------------------------------------- | ---- |
| Madagascar    | Gran Ritu Malgaix                                        | 1981 |
| Camerun       | Gran Orient i Lògia Unida de Camerun                     | 1982 |
| Congo         | Gran Orient del Congo                                    | 1984 |
| Benin         | Gran Orient de la República de Benin                     | 1988 |
| Congo         | Gran Orient i Lògies associades de la República de Congo | 1989 |
| Costa d'Ivori | Gran Lògia de Costa d'Ivori                              | 1992 |
| Congo         | Gran Lògia Simbòlica Maçònica d'Africa                   | 2003 |
| Madagascar    | Gran Ritu Malgaix Femení                                 | 2003 |
| Marroc        | Gran Lògia del Marroc                                    | 2008 |
| Gabon         | Gran Orient Ibèric                                       | 2012 |

### Amèrica
| País         | Gran Orient                                              | Data |
| ------------ | -------------------------------------------------------- | ---- |
| Puerto Rico  | Gran Lògia Mixta de Puerto Rico                          | 1976 |
| Estats Units | George Washington Union                                  | 1979 |
| Veneçuela    | Gran Lògia de Venezuela                                  | 1980 |
| Estats Units | Gran Lògia Omega de l'Estat de Nova York                 | 1982 |
| Haití        | Grand Lògia Haitiana de St. Jean des Orients d'Outre-Mer | 1985 |
| Haití        | Gran Lògia d'Haití de 1961                               | 1987 |
| Haití        | Gran Orient d'Amèrica Llatina                            | 1987 |
| Xile         | Gran Lògia Mixta de Xile                                 | 1991 |
| Xile         | Gran Lògia Femenina de Xile                              | 1994 |
| Brasil       | Gran Lògia Unida de l'Estat de Paranà                    | 1995 |
| Colòmbia     | Gran Lògia del Carib                                     | 1997 |
| Mèxic        | Gran Orient de Mèxic                                     | 1997 |
| Canadà       | Gran Lògia Nacional del Canadà                           | 1997 |
| Brasil       | Gran Orient Nacional Gloria de l'Occident de Brasil      | 1998 |
| Colòmbia     | Gran Lògia del Nord de Colòmbia                          | 2000 |
| Brasil       | Gran Lògia Maçònica Mixta de Brasil                      | 2001 |
| Brasil       | Gran Lògia Unida de Pernambuco                           | 2002 |
| Colòmbia     | Gran Lògia Central de Colòmbia                           | 2003 |
| Xile         | Gran Orient Maçònic de Xile                              | 2004 |
| Argentina    | Gran Lògia Femenina de l'Argentina                       | 2004 |
| Brasil       | Gran Lògia Femenina de la Maçoneria Brasilera            | 2005 |
| Brasil       | Gran Lògia Arquitectes d'Aquari                          | 2005 |
| Canadà       | Gran Lògia Bethel                                        | 2005 |
| Colòmbia     | Lògia Benjamin Herrera                                   | 2006 |
| Perú         | Gran Orient de la Francmaçoneria Mixta Universal         | 2008 |
| Perú         | Gran Lògia Constitucional del Perú                       | 2009 |
| Argentina    | Gran Orient Federal de la República Argentina            | 2009 |
| El Salvador  | Gran Orient d'El Salvador                                | 2009 |
| Colòmbia     | Federació Colombiana de Lògies Maçòniques                | 2010 |
| Brasil       | Gran Lògia Femenina de Brasil                            | 2010 |
| Perú         | Gran Lògia Oriental del Perú                             | 2011 |
| Veneçuela    | Gran Lògia Soberana de Veneçuela                         | 2011 |

### Àsia
| País    | Gran Orient                    | Data |
| ------- | ------------------------------ | ---- |
| Turquia | Gran Lògia lliberal de Túrquia | 1989 |
| Líban   | Gran Lògia Central del Líban   | 2002 |
| Líban   | Gran Lògia dels Cedres         | 2003 |
| Líban   | Gran Lògia Unida del Líban     | 2011 |

### Europa
| País          | Gran Orient                                               | Data |
| ------------- | --------------------------------------------------------- | ---- |
| França        | Gran Orient de França                                     | 1961 |
| Bèlgica       | Gran Orient de Bèlgica                                    | 1961 |
| Itàlia        | Gran Lògia d'Itàlia                                       | 1961 |
| Suïssa        | Gran Orient de Suïssa                                     | 1961 |
| Àustria       | Gran Orient d'Austria                                     | 1961 |
| Luxemburg     | Gran Orient de Luxemburg                                  | 1961 |
| Espanya       | Gran Lògia d'Espanya                                      | 1961 |
| Dinamarca     | Gran Lògia de Dinamarca                                   | 1970 |
| Espanya       | Gran Lògia Simbòlica Espanyola                            | 1983 |
| França        | Federació Françesa "Le droit human"                       | 1983 |
| Bèlgica       | Gran Lògia Femenina de Bèlgica                            | 1984 |
| Països Baixos | Gran Lògia Mixta Holandesa                                | 1985 |
| Portugal      | Gran Orient de Lusitània                                  | 1985 |
| Alemanya      | Gran Lògia Mixta d'Alemanya                               | 1987 |
| Àustria       | Gran Lògia Humanitas Austria                              | 1989 |
| França        | Gran Lògia Françesa de Memphis Misraïm                    | 1991 |
| França        | Gran Lògia Femenina de Memphis Misraïm                    | 1992 |
| Suïssa        | Gran Lògia Simbòlica Helvètica                            | 1992 |
| Itàlia        | Gran Lògia Masònica Femenina d'Itàlia                     | 1995 |
| Grècia        | Serenissima Gran Lògia Orient de Grècia                   | 1996 |
| Grècia        | Orde Maçònica Internacional Delphi                        | 2001 |
| Grècia        | Gran Orient Mixt de Grècia                                | 2002 |
| França        | Gran Lògia Mixta de Memphis Misraïm                       | 2003 |
| Romania       | Gran Lògia Femenina de Romania                            | 2006 |
| França        | Gran Lògia Independent i Sobirana dels Ritus Units        | 2008 |
| Espanya       | Gran Lògia Hiram Abif                                     | 2009 |
| Romania       | Gran Orient de Romania                                    | 2009 |
| Romania       | Gran Lògia Nacional Unida de Romania                      | 2009 |
| Catalunya     | Gran Orient de Catalunya                                  | 2011 |
| Bèlgica       | Confederació de Lògies Lithos                             | 2011 |
| Àustria       | Gran Lògia Lliberal d'Àustria                             | 2011 |
| Bèlgica       | Gran Lògia de Bèlgica                                     | 2011 |
| França        | Orde Iniciàtica i Tradicional de l'Arc Reïal              | 2014 |
| França        | Gran Lògia Simbòlica treballant amb el Ritu Escocès Antic | 2014 |

## Presidents de CLIPSAS
Des de 1961 fins a 1990, tots els presidents de CLIPSAS, van ser presidents del Gran Orient de Bèlgica.
- Georges Beernaerts 1961 – 1962
- Charles Castel 1962 – 1964
- Walter Heinz 1964 – 1966
- Paul Van Hercke 1966
- Robert Dille 1966 – 1970
- Victor Martiny 1970 – 1973
- Pierre Burton 1973 – 1976
- Jaak Nutkewitz 1976 – 1979
- André Mechelynck 1979 – 1982
- Nicolas Bontyes 1982 – 1985
- Silvain Loccufier 1985 – 1987
- Guy Vlaeminck 1987 – 1990
- Jean-Robert Ragache 1990 – 1993 (Grand Orient de France)
- Marc-Antoine Cauchie 1993–1996 (Grand Orient de Luxembourg)
- Marie-France Coquard 1996 – 1998 (Grande Loge féminine de France)
- Javier Otaola Bajeneta 1998–2000 (Gran Lògia Simbòlica Espanyola)
- Marc-Antoine Cauchie 2000 – 2004 (Grand Orient de Luxembourg)
- Gabriel Nzambila 2004 – 2007 (Grands Orients et Loge associée du Congo)
- Jefferson Isaac João Sscheer 2007 - 2007 (Grande Loja unida do Parana)
- Marc-Antoine Cauchie 2008 – 2011 (Grand Orient de Luxembourg)
- António Reis 2011 – 2014 (Grande Oriente Lusitano)